# Lucrezia Bendidio
Lucrezia Bendidio,  née le 8 avril 1547 à Ferrare et morte après 1584, est une femme de la noblesse italienne et chanteuse amatrice.

## Biographie
Lucrezia Bendidio naît le 8 avril 1547 à Ferrare.
Elle est issue d'une ancienne et puissante famille de la noblesse ferraraise. Le père de Lucrezia, Niccolò, est un gentilhomme de la chambre du duc Hercule II et sa personne de confiance. Son oncle Alessandro, frère de Niccolò, est secrétaire du cardinal Ippolito II. Sa mère Alessandra est la sœur d'Alfonso Rossetti, évêque de Comacchio puis de Ferrare. Comme ses sœurs Eleonora, Taddea, Annina et Isabella, Lucrezia reçoit l'éducation obligatoire pour les filles nobles de Ferrare : une bonne culture et l'amour des arts, en particulier ceux qui pouvaient être cultivés dans l'environnement de la cour.
Lucrezia Bendidio arrive à Padoue en septembre 1561, accompagnée d'Éléonore d'Este et du cardinal Luigi d'Este, et entre au service d'Éléonore en tant que dame d'honneur. Cette même année, elle rencontre Torquato Tasso, âgé de 18 ans, qui écrit de nombreux poèmes élogieux à son sujet et l'incorpore en tant que Licori dans sa pièce pastorale Aminta.
En 1562, elle épouse le comte Baldassare Macchiavelli de Ferrare, veuf et père d'une fille.
Dans les années 1570, elle et sa sœur Isabella (v. 1546-1610) deviennent des chanteuses amatrices célèbres à la cour de Ferrare, sous la direction du compositeur Este Luzzaschi. Son dernier concert documenté a lieu en 1579 ; dans les années qui suivent, elle abandonne le chant, car elle ne peut pas faire le poids face à des chanteuses professionnelles comme Anna Guarini, Laura Peperara et Livia d'Arco, qui, à partir de 1580, donnent le Concerto delle dame. Pendant la dizaine d'années de son activité artistique, cependant, elle fut la plus importante parmi les nobles amateurs de Ferrare, comme nous l'indiquent divers témoignages.
En 1584, Lucrezia Bendidio tombe gravement malade. Elle est à l'article de la mort, mais se rétablit. Elle meurt après 1584, l'année exacte est inconnue.

### Notices sur Lucrezia Bendidio
- (en) Anthony Newcomb, « Bendidio, Lucrezia », dans Grove Dictionary of Music and Musicians, vol. 3, 2001 (lire en ligne), p. 231-232
- (it) Remo Ceserani, « Bendidio, Lucrezia », dans Dizionario Biografico degli Italiani, vol. 8, 1966 (lire en ligne)
- (it) Alberto Basso, « Bendidio, Lucrezia », dans Dizionario Enciclopedico Universale della Musica e dei Musicisti, vol. Appendice, 1990 (lire en ligne), p. 76

### Autre ouvrage
- (en) Alfred Einstein (trad. Alexander H. Krappe, Roger H. Sessions et Olivier Strunk), The Italian Madrigal, vol. 2, 2019 (ISBN 978-0-691-65578-9, lire en ligne), p. 825